# Johannes Hessen
Johannes Hessen (Lobberich, 14 settembre 1889 – Ägidienberg, 2 settembre 1971) è stato un presbitero, filosofo e teologo tedesco di religione cattolica.

## Biografia
Johannes Hessen, primogenito di sette fratelli, nasce il 14 settembre 1889 in una famiglia di agricoltori a Lobberich-Dyck, in Renania, vicino al confine con i Paesi Bassi.
Frequenta la Volkschule a Dyck, per poi svolgere gli studi superiori nella Rektoratschule di Lobberich (nella quale studiò anche Werner Jaeger) e quindi gli studi universitari di filosofia e teologia a Münster.
Nel 1914 viene consacrato sacerdote e inizia un periodo di attività pastorale, prima a Duisburg e poi a Lette (Coesfeld).
All'insegnamento si abilita nel 1921 a Colonia con Max Scheler, conosciuto nel 1918, con uno scritto sulla Dottrina delle categorie di Eduard von Hartmann. Inizia una lunga carriera di docente di filosofia nell'università di Colonia che fu assai produttiva sul piano scientifico e su quello didattico, ma che non ottenne mai un pieno riconoscimento dal punto di vista accademico. Hessen, infatti non diventò mai professore ordinario.
Sospettato fin dai primi scritti di "modernismo" nel 1928 i vescovi di Colonia e Münster proibiscono la lettura di due suoi libri, La visione del mondo di Tommaso d'Aquino (1926) e Teoria della conoscenza, dello stesso anno, a cui fa seguito una temporanea sospensione dall'attività pastorale e il tentativo, non riuscito, di allontanarlo dall'insegnamento universitario. Oppositore del nazismo – nel 1937 aveva pubblicato l'opera Le correnti spirituali del presente, dove criticava il «crasso naturalismo» e il «determinismo biologico» che connotavano l'ideologia nazionalsocialista della razza – e impegnato da sempre nel movimento pacifista, nel 1940 gli viene ritirata dal governo nazionalsocialista la venia legendi, e dunque la possibilità d'insegnare, e viene privato dello stipendio. Dopo aver mandato alcuni suoi libri al macero, gli viene proibita anche la libertà di parola, sotto la minaccia della deportazione in un campo di concentramento. 
Si ritira così a Ägidienberg, dove scrive il suo Manuale di filosofia (1947-50) e prepara la sua Filosofia della religione, pubblicata in prima edizione nel 1948 e in versione ampliata nel 1955.
Dopo la caduta del nazismo la sua reintegrazione nell'università si fa attendere per anni, probabilmente a causa dei perduranti sospetti ecclesiastici, fino al 1954, quando illustri personalità del mondo accademico, tra le quali Karl Jaspers e Romano Guardini, firmano una petizione che chiede la sua reintegrazione.
Terrà corsi fino all'età di ottant'anni, nel 1969, anno in cui ottiene da papa Paolo VI la nomina a prelato domestico pontificio.
Muore il 28 agosto del 1971 a Ägidienberg, dove viene sepolto.

## Opere
- La visione del mondo di Tommaso d'Aquino (1926)
- Teoria della conoscenza (1926)
- Le correnti spirituali del presente (1937)
- Manuale di filosofia (1947-50)
- Filosofia della religione (1948, 1955)
- Johannes Hessen, a cura di A. Aguti, Il cristianesimo è davvero la religione assoluta?, Il Margine, Trento, 2012, ISBN 978-88-6089-088-7.